# Přírodní park Doubrava
Přírodní park Doubrava je chráněná oblast v okrese Chrudim, součásti Pardubického kraje. Vyhlášen byl roku 14. listopadu 1998. Rozkládá se na ploše o rozloze asi 65 hektarů (dle jiných zdrojů 426 hektarů).

## Popis území
Má protažený tvar ze severu k jihu. Na severní straně ji vymezuje město Ronov nad Doubravou, na jižní zas obec Spačice. Část východní hranice přírodního parku se dotýká města Třemošnice. Celým územím ve směru od jihu na sever protéká řeka Doubrava, na níž se na území parku nachází vodní nádrž Pařížov s hrází z lomového kamene, která je technickou památkou. Mezi Mladoticemi a Ronovem nad Doubravou navíc protékají vody řeky umělým vodním tunelem.

## Flóra a fauna
Roste zde například růže převislá (Rosa pendulina), prvosenka vyšší (Primula elatior), pryšec mandloňový (Euphorbia amygdaloides), zvonek broskvolistý (Campanula persicifolia) či kostival hlíznatý (Symphytum tuberosum). U vodních ploch na území parku žije ledňáček říční (Alcedo atthis), konipas horský (Motacilla cinerea) nebo skorec vodní (Cinclus cinclus). Z ptactva se tu dále vyskytuje holub doupňák (Columba oenas) a datel černý (Dryocopus martius). Zahlédnout je možné mloka skvrnitého (Salamandra salamandra) i vydru říční (Lutra lutra).